# René Valenzuela
René Eduardo Valenzuela Becker, né le 20 avril 1955 au Chili, est un footballeur international chilien qui évoluait au poste de défenseur.

## Biographie

### Carrière en club
Valenzuela joue principalement en faveur du Deportes Concepción et de l'Universidad Católica. Il dispute plus de 400 matchs en première division, inscrivant une vingtaine de buts.
Il joue également 12 matchs en Copa Libertadores, inscrivant un but.
Il remporte au cours de sa carrière un titre de champion du Chili, et trois Coupes du Chili.

### Carrière en équipe nationale
Valenzuela joue 46 matchs en équipe du Chili, sans inscrire de but, entre 1979 et 1988.
Il figure dans le groupe des sélectionnés lors de la Coupe du monde de 1982. Lors du mondial organisé en Espagne, il joue trois matchs : contre l'Autriche, l'Allemagne, et l'Algérie.
Il participe également aux Copa América de 1979 et de 1983. Le Chili atteint la finale de cette compétition en 1979, en étant battu par le Paraguay.

## Palmarès
| Chili - Copa América : - Finaliste : 1979. |  | \| Universidad Católica - Championnat du Chili (1) : - Champion : 1984. - Coupe du Chili (2) : - Vainqueur : 1983 et 1983 (Copa República). - Finaliste : 1982. \| \| Unión Española - Coupe du Chili (1) : - Vainqueur : 1989. - Finaliste : 1988. \| |
| Universidad Católica - Championnat du Chili (1) : - Champion : 1984. - Coupe du Chili (2) : - Vainqueur : 1983 et 1983 (Copa República). - Finaliste : 1982. |  | Unión Española - Coupe du Chili (1) : - Vainqueur : 1989. - Finaliste : 1988. |